# Dukla Liberec (piłka siatkowa)
VK Dukla Liberec – czeski męski klub siatkarski z Liberca założony w 1948 roku.

## Historia
Klub założony został w 1948 roku w Pradze. W następnych latach przenosił się do Kolín i Igławy, aby ostatecznie w 1969 roku osiąść w Libercu. W tym czasie w drużynie grali jedynie czescy żołnierze. Po reformie czeskiej armii w 2004 roku przestali oni mieć możliwość uczestniczenia w rozgrywkach sportowych.
W całej historii VK Dukla Liberec zdobyła 16 mistrzostw Czech i Czechosłowacji, 6 razy triumfowała w Pucharze Czech i Czechosłowacji, a 3 razy wygrała Mistrzostwa Świata Armii. W 1976 roku zwyciężyła w Lidze Mistrzów.

## Nazwy drużyny
- 1948–1952: ATK Praga (Armádní tělovýchovný klub)
- 1953–1955: ÚDA Praga (Ústřední dům armády)
- 1955–1957: Dukla Praga
- 1957–1966: Dukla Kolín
- 1966–1969: Dukla Igława
- od 1969: VK Dukla Liberec

## Osiągnięcia
- Mistrzostwo Czechosłowacji:
  -  1. miejsce (14x): 1950, 1951, 1952, 1953, 1954, 1955, 1960, 1961, 1963, 1973, 1975, 1976, 1980, 1983
- Puchar Czechosłowacji:
  -  1. miejsce (2x): 1975, 1992
- Puchar Europy Mistrzów Klubowych:
  -  1. miejsce (1x): 1976
  -  3. miejsce (1x): 1984
- Mistrzostwo Czech:
  -  1. miejsce (4x): 2001, 2003, 2015, 2016
  -  2. miejsce (9x): 1998, 2000, 2004, 2005, 2007, 2010, 2012, 2014, 2019
  -  3. miejsce (8x): 1994, 1996, 1999, 2006, 2013, 2017, 2018, 2021
- Puchar Czech:
  -  1. miejsce (11x): 1995, 2001, 2007, 2008, 2009, 2013, 2014, 2016, 2018, 2021, 2023[1]
- Puchar Top Teams:
  -  3. miejsce (1x): 2005

## Kadra
Sezon 2013/2014
- Pierwszy trener: Michal Nekola
- Asystent trenera: Vladan Merta

| Nr | Imię i nazwisko | Data ur. | Wzrost | Pozycja      |
| -- | --------------- | -------- | ------ | ------------ |
| 1  | Jakub Vencovský | 1985     | 193    | atakujący    |
| 2  | Jan Hadrava     | 1991     | 197    | przyjmujący  |
| 3  | Marek Beer      | 1988     | 201    | środkowy     |
| 4  | Ryan Burrow     | 1980     | 188    | przyjmujący  |
| 5  | Adam Zajíček    | 1993     | 201    | środkowy     |
| 6  | Pavel Řezníček  | 1971     | 199    | rozgrywający |
| 7  | Lubomír Staněk  | 1975     | 205    | środkowy     |
| 8  | Jakub Janouch   | 1990     | 194    | rozgrywający |
| 9  | Tomas Hyský     | 1983     | 203    | przyjmujący  |
| 10 | Václav Kopáček  | 1982     | 182    | libero       |
| 14 | Libor Leikep    | 1988     | 198    | środkowy     |
| 15 | Ales Spravka    | 1979     | 198    | przyjmujący  |